# La Chapelle-Bayvel
La Chapelle-Bayvel település Franciaországban, Eure megyében. Lakosainak száma 383 fő (2022. január 1.). La Chapelle-Bayvel Le Bois-Hellain, Cormeilles, Épaignes és Martainville községekkel határos.

## Népesség
A település népességének változása:
| Lakosok száma | 195  | 206  | 189  | 293  | 381  | 400  | 386  | 375  | 382  | 383  |
|               | 1968 | 1982 | 1990 | 2006 | 2013 | 2015 | 2017 | 2019 | 2020 | 2022 |